# Franciscus Gomarus
Franciscus Gomarus (eigenlijk François Gomaer; Brugge, 30 januari 1563 – Groningen, 11 januari 1641) was van 1594 tot 1611 hoogleraar in de theologie aan de Universiteit Leiden, en werd vooral bekend als voorman van de contraremonstranten.

## Loopbaan
In 1586 werd hij predikant in een gemeente van Nederlandse vluchtelingen in Frankfurt am Main, vanwaar hij in de winter van 1593-1594 halsoverkop moest vertrekken. Officieel, omdat hij met een vrouw 'van buiten' in het huwelijk was getreden, maar in werkelijkheid omdat de vluchtelingengemeente waar hij als predikant aan verbonden was, belaagd werd door fanatieke lutherse predikanten.
De ruzie met zijn Leidse collega Jacobus Arminius, voorman van de remonstranten, draaide vooral om de vragen in hoeverre sprake is van predestinatie en of Gods besluiten afhankelijk zijn van het doen en laten van de mens - Gomarus geloofde van niet, Arminius van wel. Gomarus stelde dat Gods besluiten 'soeverein' zijn, dat wil zeggen dat God zijn besluiten niet laat afhangen van wat de mens doet. Toch vermeed Gomarus determinisme. Hij handhaafde de menselijke verantwoordelijkheid en het belang van het metterdaad geloven in Christus.
Het conflict met Arminius leidde tot grote politieke spanningen in de Republiek der Zeven Verenigde Nederlanden. Prins Maurits koos openlijk partij voor Gomarus. Ook een meerderheid van de gereformeerden was het eens met de leer van de contraremonstranten.
Na de arrestatie en executie van Johan van Oldenbarnevelt (die zich onder meer voor tolerantie voor de remonstranten in de publieke kerk had ingezet) en de Synode van Dordrecht werd het pleit definitief in het voordeel van de contraremonstranten beslecht.
Na een periode in Middelburg (1611-1615) en Saumur (1615-1618), was Gomarus vanaf 1618 tot aan zijn dood hoogleraar in Groningen. Hij werd begraven in een graf in het koor van de Martinikerk, waar ook zijn vrouw rustte.

## Trivia
- In Leiden heeft een studentenvereniging haar naam met die van Gomarus verbonden, te weten de VGSL Franciscus Gomarus.
- Daarnaast hebben enkele scholen zich naar Gomarus vernoemd, waaronder de reformatorische Gomarus Scholengemeenschap voor atheneum, havo en vmbo in Gorinchem, de gereformeerde scholengemeenschap Gomarus College voor vwo, havo, vmbo en praktijkonderwijs in Groningen, en het Gomarus College in Assen, Leeuwarden, Zuidhorn en Drachten.
- Norbert van Reuth, schrijver en sigarenfabrikant noemde zijn sigarenfabriek in Strijp Gomarus.